# The Ape Man
Omul Maimuță (titlu original: The Ape Man) este un film SF de groază american din 1943 regizat de William Beaudine. În rolurile principale joacă actorii Bela Lugosi, Wallace Ford, Louise Currie.
O continuare, doar ca titlu, numită Return of the Ape Man, a apărut în 1944, la un an după acest film, cu Bela Lugosi, John Carradine și George Zucco.

## Prezentare
Realizând mai multe experimente științifice ciudate, Dr. James Brewster, ajutat de colegul său Dr. Randall, reușește să se transforme într-un om-maimuță. Căutând cu disperare un leac, Brewster consideră că injectarea de fluid spinal uman proaspăt ar fi eficientă. Dar Randall refuză să-l ajute, iar Brewster și gorila sa captivă trebuie să găsească donatori adecvați.

## Distribuție
| Actor                 | Role                     |
| --------------------- | ------------------------ |
| Bela Lugosi           | Dr. James Brewster       |
| Louise Currie         | Billie Mason             |
| Wallace Ford          | Jeff Carter              |
| Henry Hall            | Dr. George Randall       |
| Minerva Urecal        | Agatha Brewster          |
| Emil Van Horn         | The Ape                  |
| J. Farrell MacDonald  | Police Capt. O'Brien     |
| Wheeler Oakman        | Det. Brady               |
| Ralph Littlefield     | The Strange Little Man*  |
| Jack Mulhall          | Reporter                 |
| Charles Jordan        | Det. O'Toole             |
| Charlie Hall          | Barney (the Photographer |
| George Kirby          | Detective #1             |
| Ray Miller            | Reporter                 |
| Ernest Morrison       | Copyboy                  |
| William Ruhlas Martin | Editor                   |